# Syzeuxis trinotaria
Syzeuxis trinotaria är en fjärilsart som beskrevs av Moore 1867. Syzeuxis trinotaria ingår i släktet Syzeuxis och familjen mätare. Inga underarter finns listade i Catalogue of Life.